# Imperial Standard Wire Gauge
Imperial Standard Wire Gauge, als Standard Wire Gauge eingeführt, abgekürzt SWG ist eine britische Kodierung für massiven Draht und ist in der veralteten Norm BS 3737:1964 festgelegt.

## Geschichte
Der wachsende überregionale und internationale Handel mit Drähten und Kabeln zwang Britannien Ende des 19. Jahrhunderts, die bis dahin in Gebrauch befindlichen etwa 40 verschiedenen Gauge-Systeme für massiven Draht zu vereinheitlichen. Bis dahin waren Fehlkäufe auf Grund unterschiedlicher Gauge-Kodiersysteme und abweichender Kodiertabellen an der Tagesordnung. Besonders nachdem sich die kontinentalen Konkurrenten Frankreich und Deutschland bei Drähten auf Maße nach metrischem System geeinigt hatten, wurde eine einheitliche Kodiertabelle dringlich.
Das britische Board of Trade suchte in Abstimmung mit Herstellern und Dachverbänden nach einer Lösung.
Zunächst wurde das weit verbreitete Birmingham Wire Gauge, (BWG) vom „Warden of the Standard“ auf seine Eignung untersucht. Es handelt sich beim BWG um ein empirisch entwickeltes Gauge-System, dessen Ursprung zu weit in der Vergangenheit liegt, um ermittelt werden zu können. Es wurde gemutmaßt, dass den Gauge-Nummern von 1 aufwärts ursprünglich eine Reduktion der Querschnittsfläche von 20 Prozent zu Grunde lag. Später seien, so die damalige Vermutung, die Drahtquerschnitte aus Gründen der Praktikabilität während der Herstellung bzw. wegen der Anforderungen der Märkte verändert worden. Man erkannte auch, dass es nicht eine Referenzliste zum BWG gab, wie heutzutage, sondern Hersteller wie Händler die Listen für ihre Bedürfnisse angepasst hatten und somit mehr oder weniger abweichende Drahtdurchmesser unter der gleichen BWG Gauge-Nummer gehandelt wurden. Schon 1877 war darum klar, dass das BWG kein Standard werden konnte.
Im Jahr 1879 widmete sich ein Komitee der britischen Society of Telegraph Engineers der Aufgabe ein Gauge-System als Standard-System auszuwählen. Die Aufgabe war schwierig, denn in keinem Bereich hatte sich ein einziges Gauge-System durchsetzen können. Am Ende des Prozesses schlug das Komitee das relativ ungebräuchliche Latimer Clark’s Wire Gauge vor, das erst 1867 entwickelt worden war. Es basiert auf einer konstanten prozentualen Änderung des Durchmessers, wie das American Wire Gauge (AWG), jedoch waren die Abstufung wie auch die Durchmesser so gewählt, dass die Gauge-Nummern in etwa denen des BWG entsprachen.
Nach Abstimmung mit Herstellern und dem Board of Trade wurde am 23. August 1883 per Order of Council unter dem Namen „Standard Wire Gauge“ ein deutlich verbessertes Birmingham Wire Gauge eingeführt und war im Vereinigten Königreich seit dem 1. März 1884 offizielle Maßeinheit für Drahtdurchmesser.
Dieses neue Maß-System für Drähte stimmte nur bei 1 Gauge SWG mit dem Durchmesser von 1 Gauge BWG überein. Zur nächsten Gauge-Nummer änderte sich der Drahtquerschnitt in Schritten von etwa 20 %. Abweichungen von diesem Prozentsatz sind den Ziehschritten während der Herstellung geschuldet. Die Basis beim SWG stellt das Längenmaß mil dar, welches 0,001" entspricht. Die kleinsten Durchmesser wurden sogar auf 0,0001" genau definiert.
Zum Zeitpunkt der Einführung gab es in den Vereinigten Staaten von Amerika noch kein staatlich festgelegtes Gauge-System für Drähte. Das neue britische Standard Wire Gauge wurde dort zwar diskutiert, aber letztendlich schrieb der Kongress im März 1893 kein Gauge-System für Metalldraht vor. Mit der Zeit setzten sich dort das American Wire Gauge (AWG) für Buntmetalldrähte, z. B. für elektrische Leitungen, und das US Steel Wire Gauge (Washburn & Moen Gauge) für Stahldrähte durch.
SWG wurde im Jahr 1986 durch die auf metrischen Maßen basierende Norm BS 6722:1986 abgelöst.

## Drahtdurchmesser im SWG-System
Die größte Drahtnummer mit der Bezeichnung 7/0 Gauge SWG besitzt einen Durchmesser von 0,5″ (12,7 mm), der kleinste Drahtdurchmesser mit der Bezeichnung 50 besitzt einen Durchmesser von 1 mil (25,4 µm). Die Gewichtsreduktion pro Längeneinheit zwischen zwei benachbarten Drahtdurchmessern beträgt in etwa 20 %, das Verhältnis zweier benachbarter Durchmesser v reduziert sich in etwa um 10,6 % je Stufe nach folgender Gleichung:
{\displaystyle v=1-{\sqrt {0{,}8}}\approx 10{,}6\,\%}
Die Tabelle der konkreten Drahtdurchmesser im SWG-System ist:

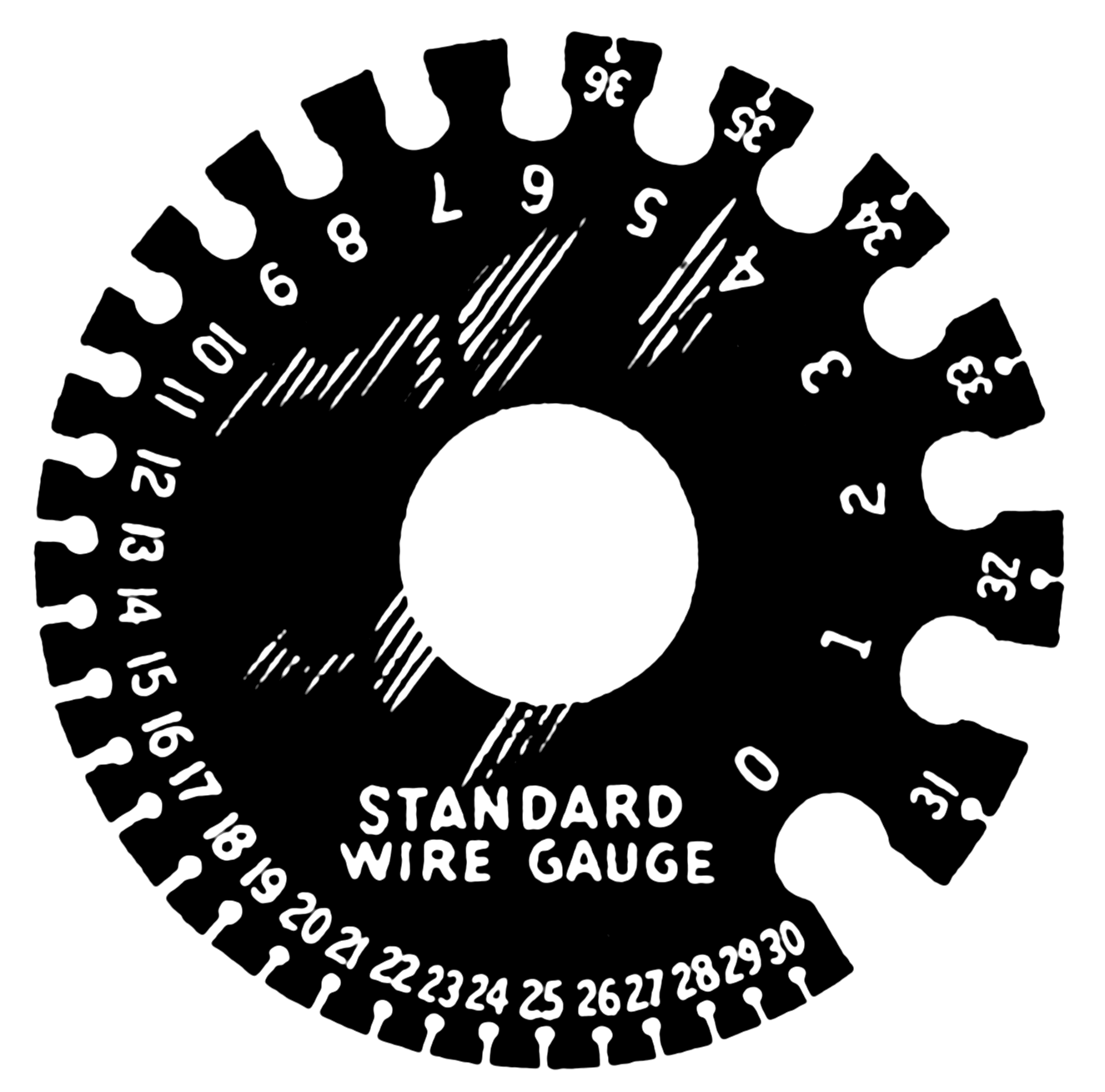
Schablone verschiedener Querschnitte in SWG

| Standard Wire Gauge Bezeichnung | Zoll   | mm     | Schrittweite  |
| ------------------------------- | ------ | ------ | ------------- |
| 7/0                             | 0,500  | 12,700 | 0,036″/gauge  |
| 6/0                             | 0,464  | 11,786 | 0,032″/gauge  |
| 5/0                             | 0,432  | 10,973 | 0,032″/gauge  |
| 4/0                             | 0,400  | 10,160 | 0,028″/gauge  |
| 3/0                             | 0,372  | 9,449  | 0,024″/gauge  |
| 2/0                             | 0,348  | 8,839  | 0,024″/gauge  |
| 0                               | 0,324  | 8,230  | 0,024″/gauge  |
| 1                               | 0,300  | 7,620  | 0,024″/gauge  |
| 2                               | 0,276  | 7,010  | 0,024″/gauge  |
| 3                               | 0,252  | 6,401  | 0,020″/gauge  |
| 4                               | 0,232  | 5,893  | 0,020″/gauge  |
| 5                               | 0,212  | 5,385  | 0,020″/gauge  |
| 6                               | 0,192  | 4,877  | 0,016″/gauge  |
| 7                               | 0,176  | 4,470  | 0,016″/gauge  |
| 8                               | 0,160  | 4,064  | 0,016″/gauge  |
| 9                               | 0,144  | 3,658  | 0,016″/gauge  |
| 10                              | 0,128  | 3,251  | 0,012″/gauge  |
| 11                              | 0,116  | 2,946  | 0,012″/gauge  |
| 12                              | 0,104  | 2,642  | 0,012″/gauge  |
| 13                              | 0,092  | 2,337  | 0,012″/gauge  |
| 14                              | 0,080  | 2,032  | 0,008″/gauge  |
| 15                              | 0,072  | 1,829  | 0,008″/gauge  |
| 16                              | 0,064  | 1,626  | 0,008″/gauge  |
| 17                              | 0,056  | 1,422  | 0,008″/gauge  |
| 18                              | 0,048  | 1,219  | 0,008″/gauge  |
| 19                              | 0,040  | 1,016  | 0,004″/gauge  |
| 20                              | 0,036  | 0,914  | 0,004″/gauge  |
| 21                              | 0,032  | 0,813  | 0,004″/gauge  |
| 22                              | 0,028  | 0,711  | 0,004″/gauge  |
| 23                              | 0,024  | 0,610  | 0,002″/gauge  |
| 24                              | 0,022  | 0,559  | 0,002″/gauge  |
| 25                              | 0,020  | 0,5080 | 0,002″/gauge  |
| 26                              | 0,018  | 0,4572 | 0,0016″/gauge |
| 27                              | 0,0164 | 0,4166 | 0,0016″/gauge |
| 28                              | 0,0148 | 0,3759 | 0,0012″/gauge |
| 29                              | 0,0136 | 0,3454 | 0,0012″/gauge |
| 30                              | 0,0124 | 0,3150 | 0,0008″/gauge |
| 31                              | 0,0116 | 0,2946 | 0,0008″/gauge |
| 32                              | 0,0108 | 0,2743 | 0,0008″/gauge |
| 33                              | 0,0100 | 0,2540 | 0,0008″/gauge |
| 34                              | 0,0092 | 0,2337 | 0,0008″/gauge |
| 35                              | 0,0084 | 0,2134 | 0,0008″/gauge |
| 36                              | 0,0076 | 0,1930 | 0,0008″/gauge |
| 37                              | 0,0068 | 0,1727 | 0,0008″/gauge |
| 38                              | 0,0060 | 0,1524 | 0,0008″/gauge |
| 39                              | 0,0052 | 0,1321 | 0,0004″/gauge |
| 40                              | 0,0048 | 0,1219 | 0,0004″/gauge |
| 41                              | 0,0044 | 0,1118 | 0,0004″/gauge |
| 42                              | 0,004  | 0,1016 | 0,0004″/gauge |
| 43                              | 0,0036 | 0,0914 | 0,0004″/gauge |
| 44                              | 0,0032 | 0,0813 | 0,0004″/gauge |
| 45                              | 0,0028 | 0,0711 | 0,0004″/gauge |
| 46                              | 0,0024 | 0,0610 | 0,0004″/gauge |
| 47                              | 0,0020 | 0,0508 | 0,0004″/gauge |
| 48                              | 0,0016 | 0,0406 | 0,0004″/gauge |
| 49                              | 0,0012 | 0,0305 | 0,0002″/gauge |
| 50                              | 0,0010 | 0,0254 | 0,0002″/gauge |